# Sanet Steenkamp
Sanet Lentrud Steenkamp (* 29. Oktober 1972 in Karasburg, Südwestafrika) ist eine namibische Lehrerin und seit dem 22. März 2025 Bildungsministerin Namibias. Ihr Ressort umfasst als Superministerium auch die Bereiche Innovation, Jugend, Sport, Kunst und Kultur.
Steenkamp ist, nachdem sie von Staatspräsidentin Netumbo Nandi-Ndaitwah ernannt wurde, seit dem 21. März 2025 Mitglied der Nationalversammlung ohne Stimmrecht. Vor ihrer Ernennung diente Steenkamp ab 2015 als Exekutivdirektorin (vgl. Staatssekretär) im Grundbildungsministerium.